# Дайэйсё Хаято
Дайэйсё Хаято (яп. 大栄翔 勇人 , дайэйсё: хаято, род. 10 ноября 1993, настоящее имя: Хаято Таканиси) — японский профессиональный сумоист. Начал профессиональную карьеру в 18-летнем возрасте и достиг макуути в сентябре 2015 года. Высший ранг за карьеру — сэкивакэ. Относится к школе сумо Оитэкадзэ. Получил четыре кимбоси за победы над ёкодзунами и семь специальных призов. В январе 2021 года Дайэйсё стал первым сумоистом из префектуры Сайтама, выигравшим турнир в высшем дивизионе. В марте 2023 года занял второе место.

## Детство и юность
Хаято Таканиси родился 10 ноября 1993 года в Асаке, префектура Сайтама. Он начал заниматься сумо после победы на местном турнире в первом классе. В младших классах он был членом клуба сумо в Ируме, где начал работать над своим характерным выталкиванием. Он учился в средней школе Сайтама Сакаэ, известной своим клубом сумо, и вошёл в сильнейшую команду клуба к концу восьмого класса. В выпускном классе его команда заняла второе место в командных соревнованиях на национальных чемпионатах. После окончания школы он присоединился к хэя Оитэкадзэ, чтобы продолжить профессиональную карьеру в сумо. Таким образом он хотел скорее начать финансово поддерживать свою мать, воспитавшую его в одиночку.

## Начало карьеры
Таканиси Хаято начал бороться под своим настоящим именем, но принял сикону Дайсёэй для своего первого профессионального турнира. В марте 2012 года он выиграл турнир дивизиона дзёнокути со счетом 7-0, а в мае выиграл турнир дивизиона дзёнидан со счетом 6-1, благодаря чему поднялся в дивизион сандаммэ, где одержал четыре победы на июльском турнире. Затем он изменил свою сикону на Дайэйсё. После катикоси на следующих двух турнирах он был повышен до дивизиона макусита, но выступил там неудачно, и был переведен обратно в сандаммэ. В мае 2013 года наилучший счет 7-0 позволил ему выиграть чемпионат дивизиона и вернуться в макусита. После трёх последовательных катикоси Дайэйсё был переведён во второй дивизион — дзюрё — на июльском турнире 2014 года, став 14-м учеником Митинори Ямады (его школьного тренера), достигшим этого ранга. После регулярных успехов в дзюрё в течение года он получил продвижение в высший дивизион (макуути) с результатом 9-6 в июле 2015 года.

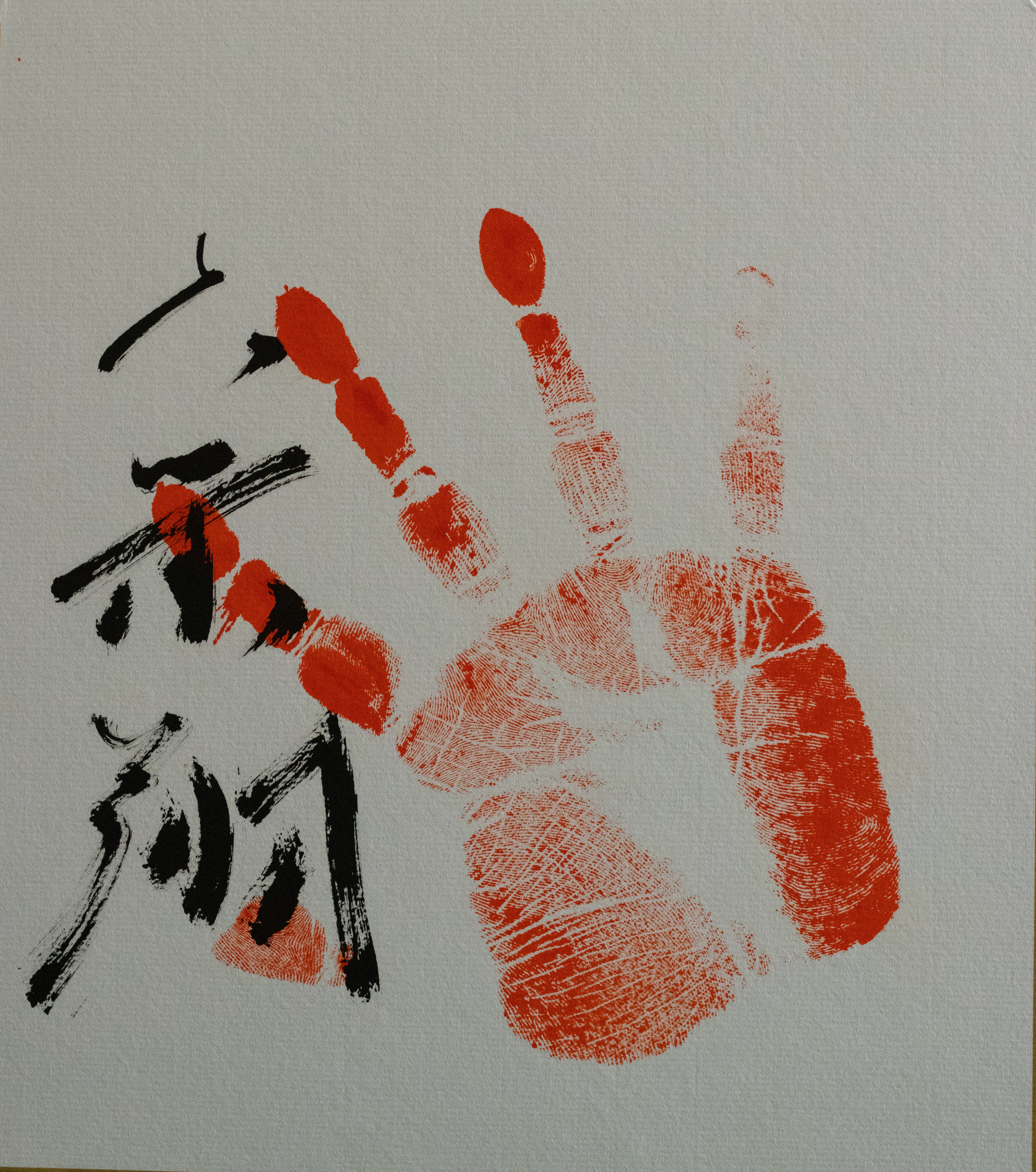
Тэгата Дайэйсё (отпечаток руки и подпись)

## Макуути
В сентябре 2015 года Дайэйсё дебютировал в макуути в ранге маэгасира 13, являясь на тот момент самым молодым в дивизионе. Он выиграл семь из первых четырнадцати схваток, включая победу над Такарафудзи, но потерпел поражение от Такэкадзэ в последний день и завершил турнир с результатом 7-8 (макэкоси). В ноябре он одержал всего шесть побед и выбыл в дзюрё, но вернулся в высший дивизион после счёта 8-7 в январе 2016 года. В марте 2016 года Дайэйсё добился лучших на тот момент результатов в своей карьере, одержав 10 побед, в том числе над Итинодзё и Такэкадзэ, что позволило ему занять седьмое место на турнире. В мае, дойдя до ранга маэгасиры 9, он имел счёт 6-4 на десятый день, но затем потерпел пять поражений подряд. В июле он снова показал не лучший результат, добившись всего пяти побед, вследствие чего в сентябре был переведён в ранг маэгасиры 16. После семи турниров в высшем дивизионе он выбыл в дзюрё после результата 5-10 на ноябрьском турнире, но затем он снова обеспечил себе повышение, одержав восемь побед.
В январе 2017 года он выиграл турнир в дзюрё со счётом 12-3, что гарантировало повышение в макуути. В марте 2017 года Дайэйсё обновил свой лучший результат в высшем дивизионе, выиграв восемь схваток подряд и завершив турнир со счётом 11-4. Это привело к тому, что на майском басё он был повышен до ранга маэгасира 3. Впервые столкнувшись со всеми действующими ёкодзунами и одзэки, он потерпел восемь поражений подряд и закончил с счётом 4-11. После понижения в ноябре 2017 года до маэгасиры 13 из-за результата 5-10, он продемонстрировал результаты 9-6 на январском и мартовском турнирах 2018 года.
В марте 2019 года Дайэйсё достиг ранга маэгасира 2 и оставался в верхней части ранга маэгасира на нескольких следующих турнирах. В сентябре он заработал свой первый кимбоси за победу над Какурю, первую победу над ёкодзуной за одиннадцать схваток. В ноябре 2019 года он достиг ранга маэгасира 1, и, одержав победу над Хакухо во второй день турнира, получил очередной кимбоси. Хакухо выиграл турнир, и Дайэйсё получил приз за выдающееся выступление как единственный  победивший его. В январе 2020 года он дебютировал в ранге комусуби, финишировав со счётом 7-8. Он вернулся в ранг комусуби в июле 2020 года, где снова сумел победить Хакухо, выиграл последние шесть поединков с результатом 11-4 и получил свой второй приз за выдающееся выступление. В сентябре 2020 года он был повышен до сэкивакэ, став первым сэкивакэ из префектуры Сайтама после Вакатитибу (1963 год), но вернулся в ряды маэгасира, одержав всего пять побед на турнире.
Дайэйсё выиграл свой первый Кубок императора на январском турнире 2021 года, где он одержал победу с счётом 13-2, находясь в ранге маэгасира 1. Уже в первую неделю турнира он победил всех борцов санъяку, стоящих выше него, став первым борцом, добившимся такого результата с начала 15-дневных турниров в 1949 году. Затем он проиграл Такарафудзи на 9-й день и Оносё на 11-й день. Он выиграл последние четыре схватки и гарантировал себе победу, в последний день одолев Окиноуми с помощью цукидаси. За свои усилия он получил как приз за выдающееся выступление, так и приз за техническое совершенство. Дайэйсё стал первым борцом из префектуры Сайтама, выигравшим чемпионат высшего дивизиона. В марте 2021 года Дайэйсё вернулся в санъяку в ранге комусуби, но потерял его после майского турнира и вернулся в ряды маэгасира. В сентябре 2021 года он заработал третий кимбоси за победу над Тэрунофудзи на девятый день. В январе 2022 года он вернулся в комусуби, но выбыл по итогам турнира. Дайэйсё снова победил Тэрунофудзи на второй день мартовского турнира 2022 года и был награждён четвертым кимбоси. На майском турнире 2022 года Дайэйсё опять вернулся в ранг комусуби, победил Тэрунофудзи в первый же день и финишировал с одиннадцатью победами, заняв второе место. За это он был удостоен пятого приза за выдающееся выступление.

## Боевой стиль
Дайэйсё специализируется на выталкивающих техниках (цуки и оси). Наиболее распространенным его кимаритэ является осидаси, на долю которого приходится 55 % его побед. Будучи старшеклассником, он также использовал технику захвата пояса, но с тех пор, как стал профессионалом, сосредоточился на выталкивании и опрокидывании. В интервью после объявления о его повышении до дзюрё в мае 2014 года Дайэйсё сказал, что он брал пример с одзэки Тиётайкая.

## Результаты выступлений
Шаблон:Басё zа год конец
| Год в сумо | Январь Хацу басё, Токио      | Март Хару басё, Осака            | Май Нацу басё, Токио                   | Июль Нагоя басё, Нагоя                            | Сентябрь Аки басё, Токио    | Ноябрь Кюсю басё, Фукуока   |
| --- | ---------------------------- | -------------------------------- | -------------------------------------- | ------------------------------------------------- | --------------------------- | --------------------------- |
| 2012 | (Маэдзумо)                   | Дзёнокути #13 запада 7–0 Чемпион | Дзёнидан #12 востока 6–1               | Сандаммэ #49 востока 4–3                          | Сандаммэ #34 востока 5–2    | Сандаммэ #8 востока 6–1     |
| 2013 | Макусита #33 востока 2–5     | Макусита #49 востока 3–4         | Сандаммэ #7 запада 7–0 Чемпион         | Макусита #11 запада 3–4                           | Макусита #17 запада 5–2     | Макусита #8 запада 3–4      |
| 2014 | Макусита #13 запада 5–2      | Макусита #7 запада 5–2           | Макусита #2 востока 6–1                | Дзюрё #12 запада 8–7                              | Дзюрё #9 востока 6–9        | Дзюрё #11 запада 6–9        |
| 2015 | Дзюрё #13 востока 10–5       | Дзюрё #6 востока 7–8             | Дзюрё #7 востока 10–5                  | Дзюрё #1 запада 9–6                               | Маэгасира #13 востока 7–8   | Маэгасира #14 востока 6–9   |
| 2016 | Дзюрё #3 востока 8–7         | Маэгасира #14 запада 10–5        | Маэгасира #9 запада 6–9                | Маэгасира #11 запада 5–10                         | Маэгасира #16 востока 5–10  | Дзюрё #4 запада 8–7         |
| 2017 | Дзюрё #2 запада 12–3 Чемпион | Маэгасира #11 востока 11–4       | Маэгасира #3 востока 4–11              | Маэгасира #7 запада 5–10                          | Маэгасира #11 востока 8–7   | Маэгасира #9 запада 5–10    |
| 2018 | Маэгасира #13 запада 9–6     | Маэгасира #8 запада 9–6          | Маэгасира #3 востока 5–10              | Маэгасира #7 запада 6–9                           | Маэгасира #10 запада 8–7    | Маэгасира #9 запада 9–6     |
| 2019 | Маэгасира #7 запада 9–6      | Маэгасира #2 востока 7–8         | Маэгасира #2 запада 7–8                | Маэгасира #3 запада 8–7                           | Маэгасира #3 востока 8–7 ★  | Маэгасира #1 востока 8–7 В★ |
| 2020 | Комусуби #1 запада 7–8       | Маэгасира #1 востока 8–7         | Комусуби #1 востока Отмена басё 0–0–15 | Комусуби #1 востока 11–4 В                        | Сэкивакэ #2 востока 5–10    | Маэгасира #2 запада 10–5    |
| 2021 | Маэгасира #1 запада 13–2 ВТ  | Комусуби #2 запада 8–7           | Комусуби #1 запада 6–9                 | Маэгасира #1 запада 5–10                          | Маэгасира #4 запада 10–5 В★ | Маэгасира #1 востока 8–7    |
| 2022 | Комусуби #1 запада 7–8       | Маэгасира #1 востока 8–7 ★       | Комусуби #1 запада 11–4 В              | Сэкивакэ #1 запада 6–7–2                          | Сэкивакэ #2 востока 7–8     | Комусуби #2 запада 7–8      |
| 2023 | Маэгасира #1 запада 10–5     | Комусуби #2 востока 12–3–P Т     | Сэкивакэ #2 востока 10–5               | Сэкивакэ #1 запада 9–6                            | Сэкивакэ #1 востока 10–5    | Сэкивакэ #1 востока 9–6     |
| 2024 | Сэкивакэ #1 запада 9–6       | Сэкивакэ #1 востока 6–9          | Маэгасира #1 запада 11–4               | Комусуби #1 востока 8–7                           | Комусуби #1 востока 8–7     | Сэкивакэ #1 запада 8–7      |
| 2025 | Сэкивакэ #1 запада 11–4      | Сэкивакэ #1 востока 9–6          | Сэкивакэ #1 востока 10–5               | Сэкивакэ #1 востока Пропустил из-за травмы 0–0–15 | Ещё не состоялся            | Ещё не состоялся            |
| Результат приведен как победил-проиграл-снялся Юсё (победа) Дзюнъюсё (второе место) Интай (отставка) Не выступал в макуути Специальные призы: Д=За боевой дух (Канто-сё); В=За выдающееся выступление (Сюкун-сё); Т=За техническое совершество (Гино-сё) Ещё показаны: ★=Кимбоси; P=Участие в дополнительном финале Лиги: Макуути — Дзюрё — Макусита — Сандаммэ — Дзёнидан — Дзёнокути Ранги макуути: Ёкодзуна — Одзэки — Сэкивакэ — Комусуби — Маэгасира |                              |                                  |                                        |                                                   |                             |                             |